# Beylagan
Beylagan (en azerí: Beyləqan) es una localidad de Azerbaiyán, en el raión homónimno.
Se encuentra a una altitud de 60 m sobre el nivel del mar. 

## Demografía
Según estimación 2010 contaba con 15493 habitantes.